# Vivild
Vivild is een plaats in de Deense regio Midden-Jutland, gemeente Norddjurs, en telt 830 inwoners (2007).

## Geboren
- Halfdan Mahler (1923-2016), directeur-generaal van de Wereldgezondheidsorganisatie